# Marlon Riggs
Marlon Troy Riggs (* 3. Februar 1957 in Fort Worth, Texas; † 5. April 1994 in Oakland, Kalifornien) war ein US-amerikanischer Filmproduzent, Autor, Dichter und LGBT-Aktivist.

## Leben
Riggs wurde 1957 in einer afroamerikanischen Familie in Texas geboren. Nach seiner Schulzeit in den 1960er studierte Riggs in den 1970er Jahren an der Harvard University und erreichte 1981 einen M.A. in Journalistik an der University of California, Berkeley. Riggs produzierte und drehte danach mehrere Filme und Dokumentationen, insbesondere über Homosexualität und Afroamerikaner. 1994 starb Riggs an den Folgen von AIDS. 2006 wurde Riggs in die Hall of Fame der Organisation National Lesbian and Gay Journalists Association aufgenommen.

## Werke (Auswahl)
- 1987: Ethnic Notions
- 1989: Tongues Untied
- 1990: Affirmations
- 1991: Anthem
- 1992: Color Adjustment
- 1992: Non, je ne regrette rien (No Regret)
- 1995: Black Is…Black Ain’t

## Preise und Auszeichnungen (Auswahl)
- 1990: George Foster Peabody Award, Best Video New York Documentary Film Festival
- Erik Barnouw Award von der Organization of American Historians
- 1991: Maya Deren Lifetime Achievement Award vom American Film Institute